# Everything (canción de m2m)
«Everything» (en Español "Todo") es una canción pop grabada por la banda pop Noruega  M2M, es el primer sencillo promocional perteneciente al segundo álbum de estudio de la banda titulado The Big Room editado en 2002 a nivel mundial. El sencillo fue muy popular especialmente en Asia y América Latina. Esta canción fue presentada en vivo en una playa en Miami, Florida como parte del show de TV Dawson's Creek para el capítulo 100 Light Year from Home.

## Lanzamiento
La versión original fue grabada por M2M en el año 2001, ese mismo año fue lanzado como single principal de su segundo álbum de estudio, posteriormente se dieron a conocer una versión acústica y una versión remezclada, ambas versiones fueron incluidas en el álbum compilatorio del grupo The Day You Went Away: The Best of M2M

## Video musical
El vídeo musical fue dirigido por Chris Applebaum y muestra a Marit Larsen conduciendo un Chevrolet Corvette Stingray Convertible de 1969 y a Marion Raven como acompañante, ambas cantando y divirtiéndose en el camino hacia una presentación, después las chicas llegan a un escenario rojo en medio de un campo y tocan su canción frente a una audiencia pequeña pero muy animada.

## Canciones
CD sencillo
1. "Everything" (Radio versión)
2. "Jennifer" (Unplugged)
3. "Not To Me" (Unplugged)

Promo CD USA
1. "Everything" (álbum versión)
2. "Everything" (Radio Remix)

Promo CD México
1. "Everything" (Radio Edit)

Promo 12"
1. "Everything" (álbum versión)
2. "Everything" (Instrumental)
3. "Everything" (Accapella)

Promo Remix
1. "Dance Remix"

CD sencillo Alemania
1. "Everything" (Radio Edit)
2. "Not To Me" (Unplugged)

### Versiones oficiales
1. "Everything" (Album Version)
2. "Everything" (Radio Remix)
3. "Everything" (Radio Edit)
4. "Everything" (Acoustic Version)
5. "Everything" (Dance Remix)

## Versión en solitario de Marion Raven
Una versión en solitario de "Everytning", fue interpretada por Marion Raven como parte de un especial musical llamado "NRK - Studio1" en el cual reconocidos músicos noruegos interpretan por cerca de 20 minutos algunos de sus mejores temas completamente en vivo, cada especial es televisado a través de NRK, Raven fue quien abrió la tercera temporada con su especial.
- Datos: Q16565505